# Aylsdorf
Aylsdorf ist ein Ortsteil der Stadt Zeitz in Burgenlandkreis in Sachsen-Anhalt.

## Geografische Lage
Der Ort liegt ca. 2 km nördlich vom Hauptort am linken Ufer der Weißen Elster. Durch die Ortsflur führt die Bundesstraße 2 und die Bahnlinie von Zeitz nach Leipzig.

## Geschichte
Am 23. August 1352 wurde das Dorf erstmals urkundlich genannt. Aylsdorf wurde früher auch Ailsdorf geschrieben. Das Dorf war nach Aue eingepfarrt und gehörte zum Amt Zeitz. Im Ort lebten 1822 in 25 Häusern 141 Einwohner, die seit 1816 zum preußischen Kreis Zeitz und zuvor zum sächsischen Amt Zeitz gehörten. Die Ortsflur von Aylsdorf hängt eng mit der von Aue zusammen, weshalb beide Orte im Volksmund früher auch als Langenaue bezeichnet worden sind.
Am 1. Juli 1950 erfolgte die Eingemeindung nach Zeitz.

## Söhne und Töchter des Ortes
- Herbert Herden (1915–2009), ehemaliger Polizist
- Johann Traugott Weise (1793–1859), erster Hilfsschullehrer Deutschlands